# Ödskölts kyrka
Ödskölts kyrka är en kyrkobyggnad som sedan 2022 tillhör Steneby församling i Karlstads stift. Den ligger i Ödskölt i Bengtsfors kommun.

## Kyrkobyggnaden
Träkyrka, vars äldsta delar uppfördes 1726. Altaruppsatsen tillkom 1769. Vid en ombyggnad 1862 fick kyrkan sin nuvarande form. 
Under ledning av Fredrik Lilljekvist restaurerades kyrkan 1894 och fick då bland annat ett nytt västparti med gaveltorn. Där var klockvåningen helt öppen under en plåtinklädd spira. Liljekvists verk har emellertid till stora delar utraderats vid senare restaureringar under 1920-talet och 1959-1960. Vid det senare tillfället uppfördes en fristående klockstapel med öppen konstruktion, vari hänger tre kyrkklockor.

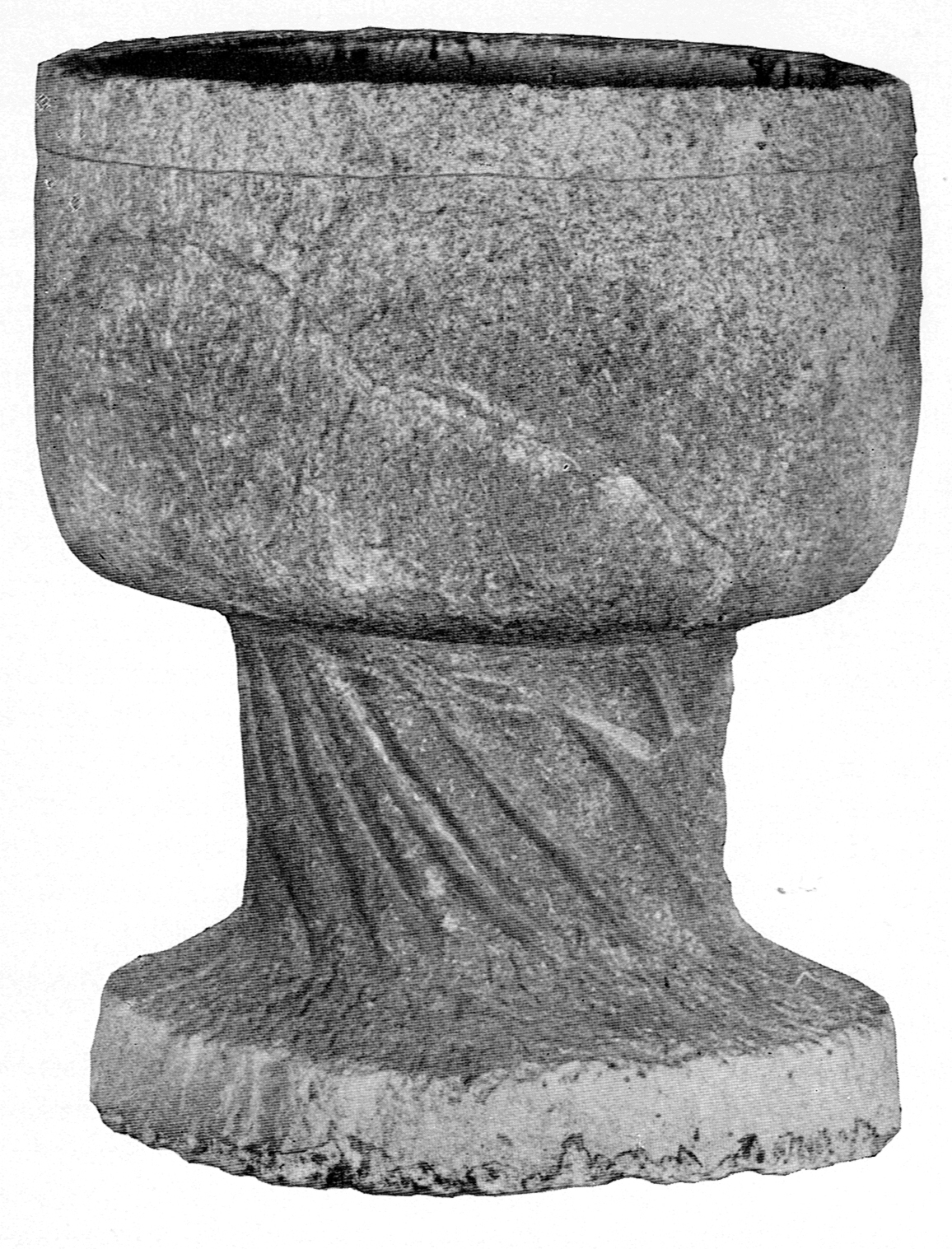
Dopfunten.

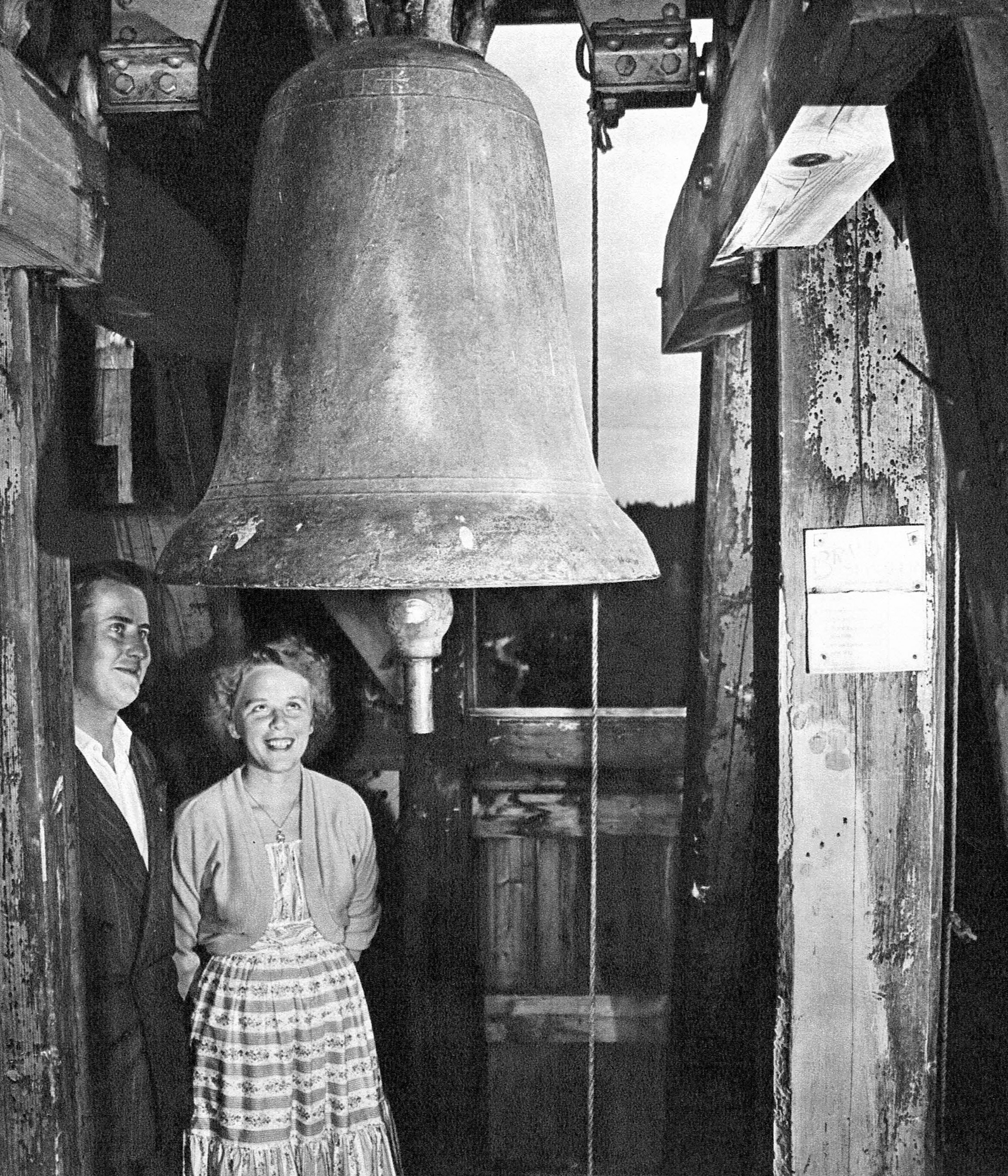
Kyrkklockan från 1100-talet.

## Inventarier
- Dopfunt av grå, oren täljsten från 1200-talet. Höjd 70 cm i ett stycke med cuppa, skaft och fot. Cuppan har ett bandornament överst och skaftet är unikt för Dalsland med sina spiralvridna räfflor. Foten saknar ornamentering och funten saknar uttömningshål. Dess svåra skador uppstod förmodligen redan vid tillverkningen.[2]
- Processionskrucifix från 1200-talet.

### Klockor
- Lillklockan är en av Sveriges märkligaste och den enda medeltida i Dalsland med inskrift, som då förkortningarna upplösts lyder: CHRISTUS VINCIT CHRISTUS REGNAT CHRISTUS IMPERIAT (Kristus segrar, Kristus regerar, Kristus härskar). Skriften är inte som annars är brukligt upphöjd utan fördjupad, vilket är unikt för Sverige, och mycket skickligt utförd. Klockan anses vara gjuten på 1100-talet. Dess mått: djup: 67,5 cm; höjd: 82 och 67 cm. Ton: F.[3]
- Två andra klockor, varav en daterad 1834 och storklockan som är från 1910.

### Orgel
- Tidigare användes ett harmonium.
- Orgeln på läktaren i väster tillverkades 1962 av Tore Lindegren, Lindegren Orgelbyggeri AB, Göteborg. Den har en ljudande fasad och tolv stämmor fördelade på två manualer och pedal och verkar vara orörd sedan byggnadstiden.[4] Orgeln är mekanisk och den har ett tonomfång på 56/30.

| Ryggpositiv I | Bröstverk II      | Pedal             | Koppel |
| Rörflöjt 8'   | Trägedackt 8´     | Subbas 16´        | I/P    |
| Principal 4'  | Rörflöjt 4'       | Gedacktpommmer 4´ | II/P   |
| Valdflöjt 2'  | Principal 2'      |                   | II/I   |
| Mixtur 3 kor  | Tertian 2 kor     |                   |        |
|               | Dulcian 8'        |                   |        |
|               | Tremulant         |                   |        |
|               | Crescendosvällare |                   |        |